# Piscina Moskva

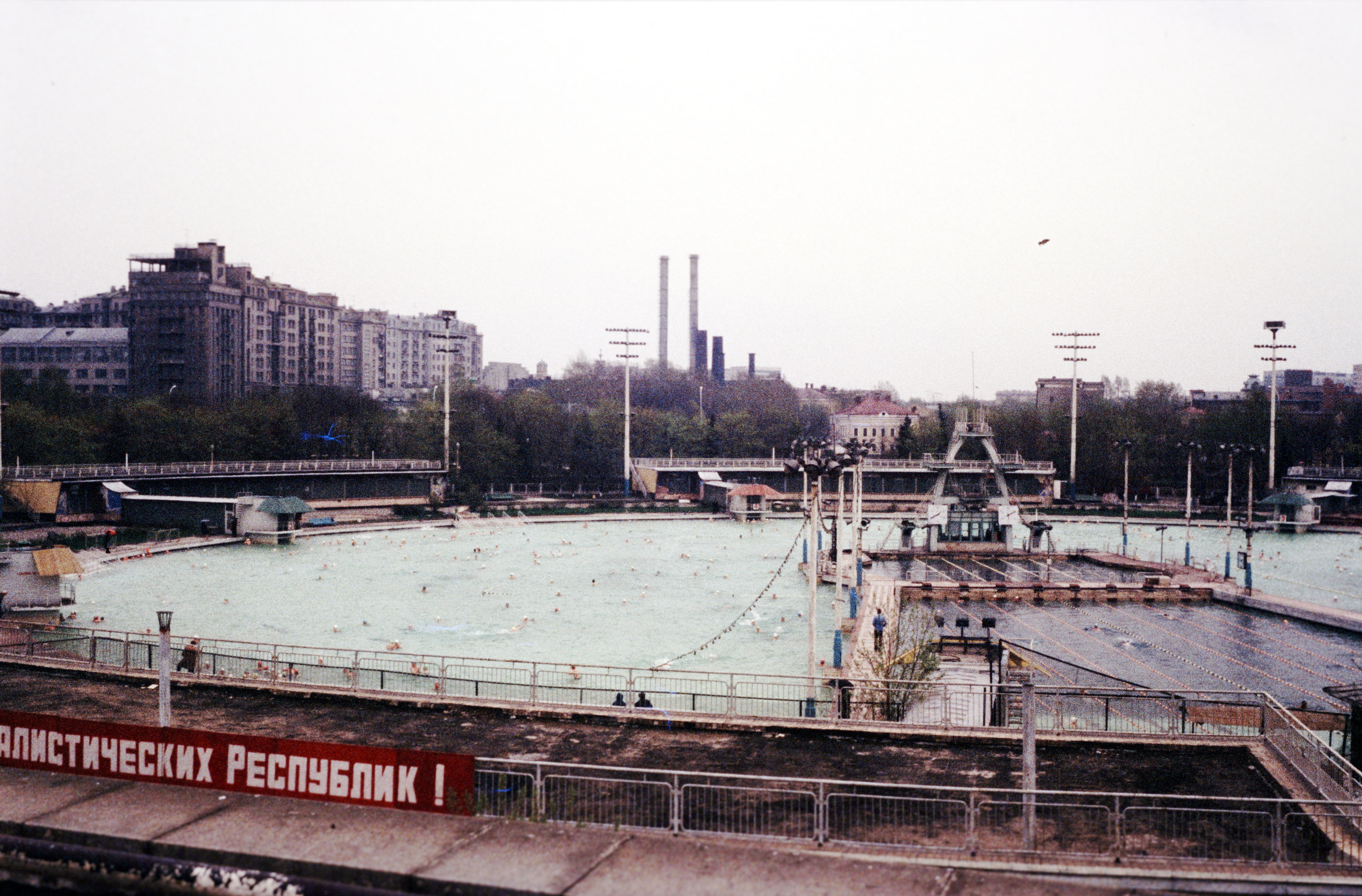
A piscina Moskva em 1980

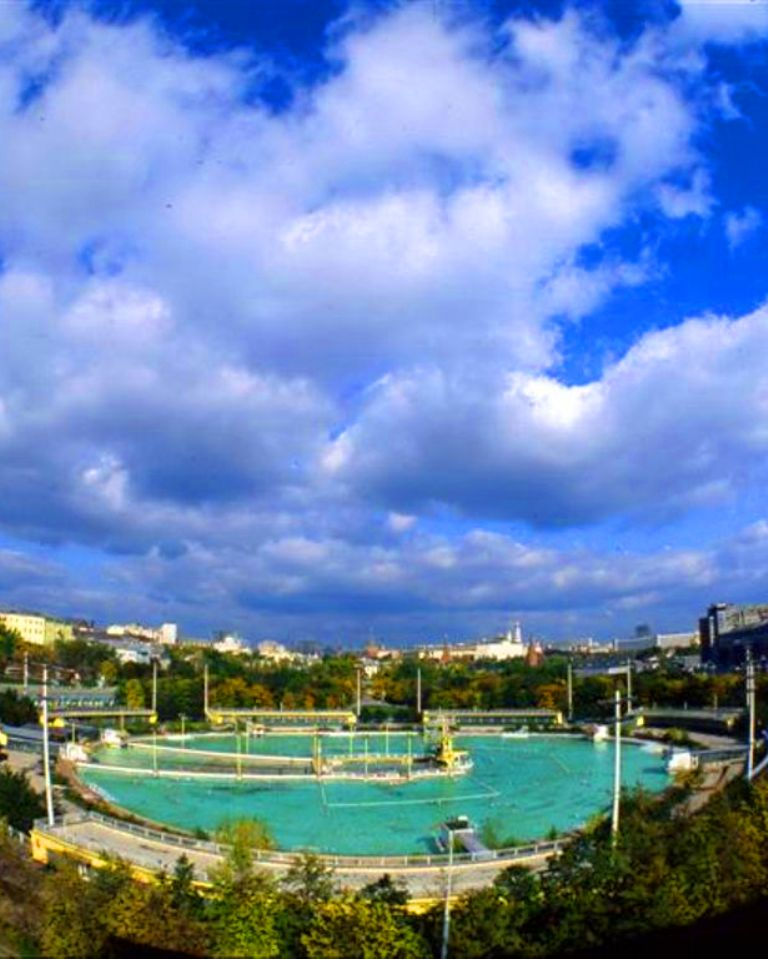
A piscina Moskva em 1980

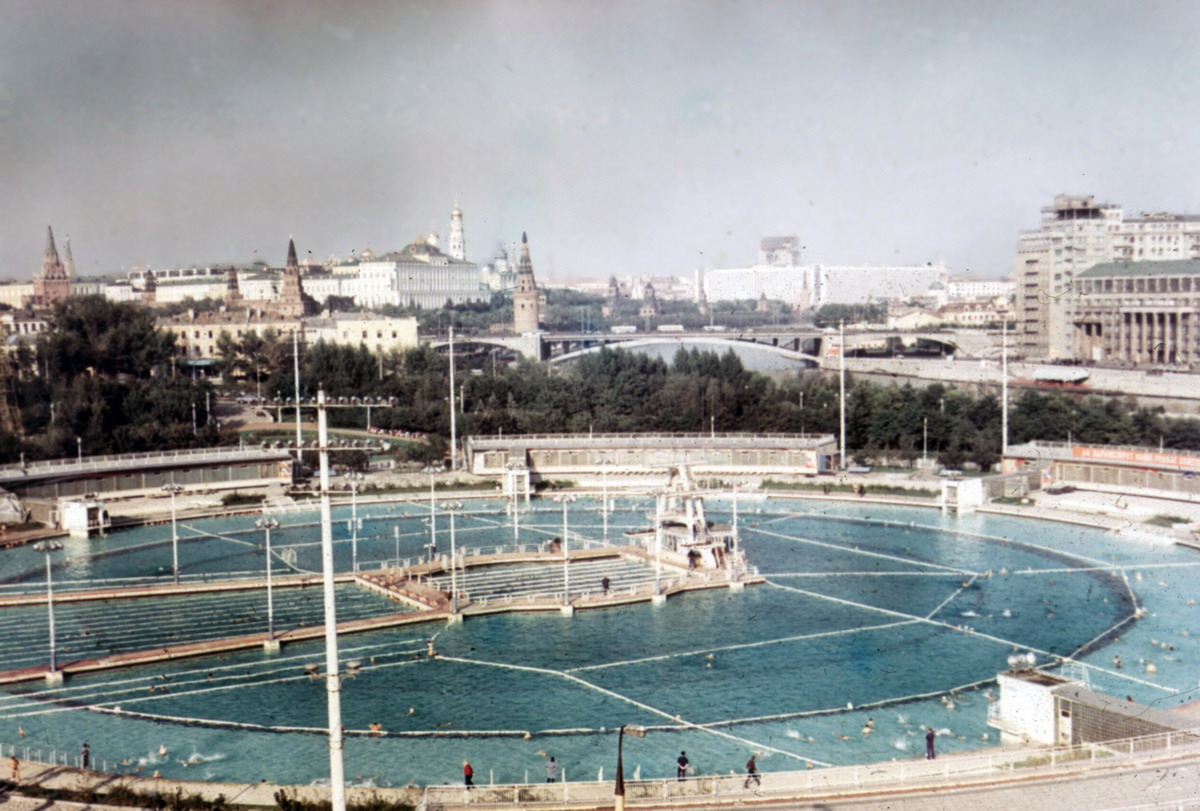
A piscina Moskva em 1969

A Piscina Moskva (em russo Бассейн Москва, "Piscina de Moscou (português brasileiro) ou Moscovo (português europeu)") foi, por certo tempo, a maior piscina a céu aberto do mundo.
Ela foi construída em Moscou em 1958 sobre as fundações do abandonado Palácio dos Sovietes, com projeto do proeminente arquiteto moscovita Dmitri Chechulin. A construção do Palácio dos Sovietes começara em 1938 e fora abandonada em 1941 quando o aço das fundações do edifício foi utilizado no esforço de guerra durante a II Guerra Mundial. Em 1958, as fundações vazias do palácio foram transformadas numa piscina a céu aberto que existiu de 1960 a 1994. A água era aquecida de modo a garantir a usabilidade da piscina nos períodos frios do ano. Em 1995, teve início a reconstrução da Catedral de Cristo Salvador, que fora dinamitada em 1933 para dar lugar ao Palácio dos Sovietes.